# تبادل العملة المعماة
""""".////// محفضه بيتكوين تبادل العملة المعماة، أو تبادل العملات الرقمية (DCE)، هو عمل يتيح للعملاء تداول العملات المشفرة أو العملات الرقمية مقابل أصول أخرى، مثل النقود الورقية التقليدية أو العملات الرقمية الأخرى.""//...
قد تقبل البورصات مدفوعات بطاقات الائتمان أو التحويلات أو غيرها من أشكال الدفع مقابل العملات الرقمية أو العملات المشفرة، يمكن أن تكون بورصة العملات المشفرة صانع سوق يأخذ عادةً فروق الأسعار بين العرض والطلب كعمولة على المعاملات، أو كمنصة مطابقة، تفرض رسومًا.
فرضت العملات المشفرة نفسها بقوة على الاقتصاد العالمي حاليا، خاصة مع ازدياد انتشارها وتداولها في مختلف أنحاء العالم، بما فيها عالمنا العربي، حيث بلغ حجم المعاملات عبر منصات تداول العملات الرقمية نحو 2.5 تريليون دولار في سبتمبر/أيلول الماضي، وهو في ارتفاع مستمر.
وفي الحقيقة، إن هذا النوع من العملات أصبح أمرا واقعا لا يمكن إغفاله أو تجاهله، خاصة أنها باتت تستحوذ على جزء كبير من اهتمام المستثمرين، وتحديدا في عالمنا العربي، إذ يتم تداول العملات الرقمية في السعودية والإمارات والكويت ومصر والأردن وباقي الدول العربية على نطاق واسع.

## مبدأ العمل
يمكن أن ترسل البورصات العملة المشفرة إلى محفظة العملة المشفرة الشخصية للمستخدم، ويمكن للبعض تحويل أرصدة العملات الرقمية إلى بطاقات مسبقة الدفع مجهولة الهوية (فيزا كارد أو ماستركارد) يمكن استخدامها لسحب الأموال من أجهزة الصراف الآلي في جميع أنحاء العالم  بينما يتم دعم العملات الرقمية الأخرى بسلع حقيقية مثل الذهب.
غالبًا ما يكون منشئو العملات الرقمية مستقلين عن تبادل العملات الرقمية الذي يسهل تداول العملة. في أحد أنواع الأنظمة، يكون موفرو العملات الرقمية (DCP)، وهذه عبارة عن شركات تحتفظ بحسابات عملائها وتديرها، ولكنها عمومًا لا تصدر عملة رقمية لهؤلاء العملاء بشكل مباشر. يقوم العملاء بشراء أو بيع العملات الرقمية من بورصات العملات الرقمية، الذين يقومون بتحويل العملة الرقمية إلى حساب موفري العملات الرقمية الخاص بالعميل أو خارجه. بعض البورصات هي شركات تابعة لهم، لكن العديد منها شركات مستقلة قانونًا. قد تكون فئة الأموال المحفوظة في حساباتهم بعملة حقيقية أو وهمية.
يمكن أن يكون تبادل العملات الرقمية عملاً فعليًا أو عملًا تجاريًا عبر الإنترنت تمامًا بصفتها شركة حقيقية، فإنها تتبادل طرق الدفع التقليدية والعملات الرقمية بصفتها شركة تجارية عبر الإنترنت، فإنها تتبادل الأموال المحولة إلكترونيًا والعملات الرقمية.

## التاريخ
في عام 2004 أغلقت ثلاث شركات لتبادل العملات الرقمية مقرها أستراليا، بعد تحقيق أجرته لجنة الأوراق المالية والاستثمارات الأسترالية (ASIC)، حيث اعتبرت الخدمات المقدمة تتطلب ترخيص قانوني، وهو ما كانت تفتقر إليه الشركات.
في عام 2006، تم إغلاق شركة كولد أيج التي تتخذ من الولايات المتحدة مقراً لها، وهي شركة تابعة لولاية نيويورك. تم توجيه الاتهام إلى مشغلي الأعمال آرثر بودوفسكي وفلاديمير كاتس «بتهم إدارة تبادل عملات رقمي غير قانوني وتحويل أموال». حُكم على بودوفسكي وكاتس في عام 2007 بالسجن لمدة خمس سنوات «لانخراطهما في أعمال تحويل الأموال دون ترخيص، وهو انتهاك لقانون البنوك الحكومية».
في عام 2013 أجرى جان لوب ريش استطلاعًا لتقنيات جديدة لغسيل الأموال كان يستخدمها مجرمو الإنترنت في تقرير مكتوب لمكتب الأمم المتحدة المعني بالمخدرات والجريمة. كان النهج الشائع لغسيل الأموال عبر الإنترنت هو استخدام خدمة مبادل العملات الرقمية التي يمكن إرسالها واستلامها بشكل مجهول، حيث يمكن للمتلقي تحويل أي عملة إلى نقود مقابل رسوم رمزية، وتم تقييد أكثر من 40 مليون دولار من الأصول في ذلك الوقت.
بعد إطلاق عملة البيتكوين اللامركزية في عام 2008 والتطور اللاحق للعملات المشفرة الأخرى، تم إنشاء العديد من المنصات الافتراضية خصيصًا لتبادل العملات المشفرة اللامركزية، حيث يختلف تنظيمها من بلد إلى آخر.
في فبراير 2014 أوقفت إم تي جوكس، أكبر بورصة للعملات المشفرة في ذلك الوقت التداول، وأغلقت موقعها على الإنترنت وخدمة الصرف، وقدمت طلبًا للحماية من الإفلاس في اليابان من الدائنين. في أبريل 2014 بدأت الشركة إجراءات التصفية. كان هذا نتيجة سرقة كبيرة لعملة البيتكوين التي تمت سرقتها مباشرة من محفظة إم تي جوكس.
في أوائل عام 2018 أبلغت بلومبرغ نيوز عن أكبر تبادلات للعملات المشفرة بناءً على بيانات الحجم والإيرادات المقدرة التي جمعتها من المنصة اللامركزية كوين ماركت كاب. فإن أكبر ثلاث بورصات للعملات المشفرة هي بينانس وهوبي وأوكي أكس، تضمنت بعض المشكلات التي يواجهها متداولو العملات المشفرة في عمليات تبادل العملات المشفرة وتوقعات المتداولين، والأمن ورسوم التداول المرتفعة كانت أهم المخاوف. جميع البورصات جديدة إلى حد ما مملوكة للقطاع الخاص، وللعلم أن أي شخص لا يستطيع معرفة العديد من المعلومات الأساسية مثل أسماء المالكين أو البيانات المالية أو حتى موقع النشاط التجاري أو نوعه.

## أهم المنصات

### المنصات المركزية
- بينانس
- كوين بيس
- هوبي
- كراكين
- أوكي أكس

### المنصات اللامركزية
- يونيسواب
- بانكيك سواب
- كيرف فينانس
- سوشي سواب

## الترخيص القانوني
بحلول عام 2016 حصلت العديد من بورصات العملات المشفرة العاملة في الاتحاد الأوروبي على تراخيص بموجب توجيه خدمات الدفع في الاتحاد الأوروبي وتوجيه الاتحاد الأوروبي بشأن الأموال الإلكترونية. أعلن المجلس الأوروبي والبرلمان الأوروبي أنهما سيصدران لوائح قضائية أخرى لفرض قواعد أكثر صرامة تستهدف منصات التبادل.
في عام 2018 أكدت هيئة الأوراق المالية والبورصات الأمريكية أنه «إذا كانت المنصة تعرض تداول الأصول الرقمية التي هي أوراق مالية وتعمل كـ» بورصة «، على النحو المحدد في قوانين الأوراق المالية الفيدرالية، فيجب أن تسجل المنصة لدى لجنة الأوراق المالية والبورصات بصفتها مواطنًا تبادل الأوراق المالية أو الإعفاء من التسجيل». تسمح لجنة تداول العقود الآجلة للسلع الآن بتداول مشتقات العملات المشفرة علنًا.

## الوطن العربي
حصلت مؤخراً منصة بينانس في الإمارات العربية المتحدة وفي مملكة البحرين ترخيص لتقديم خدماتها المالية.

## نظام البلوكشين (سلسلة الكتل)
نظام بلوكشين هي قاعدة بيانات أو طريقة جديدة لتنظيم البيانات، ولكن طريقة التعامل معها تختلف عن التوزيع اللامركزي، كثيرون يخلطون بين دور العملة الافتراضية وتقنية سلسلة الكتل، التي تكافئ المساهمين من خلال التحقق من الشبكة من خلال إعطائهم عملة افتراضية بعد مهام التحقق.
تساعد هذه التقنية في الحفاظ على القوائم مقاومة للتلاعب بسجلات البيانات المتزايدة باستمرار وتسمح بتبادل آمن للمواد القيمة مثل الأموال أو الأسهم أو حقوق الوصول إلى البيانات. على عكس أنظمة التداول التقليدية، لا توجد حاجة لأن يقوم أي وسيط أو نظام تسجيل مركزي بمتابعة حركة التبادل، ولكن جميع الأطراف تتعامل مباشرة مع بعضها البعض.
تعمل سلسلة الكتل كنظام سجل إلكتروني لمعالجة المعاملات وتسجيلها، مما يسمح لجميع الأطراف بتتبع المعلومات من خلال شبكة آمنة لا تتطلب التحقق من طرف ثالث.
يعتبر البلوكشين قاعدة بيانات التعدين والتعقب على الإنترنت لحساب العملة الافتراضية لكل مستخدم، تم توثيق عملية التعدين والاستخراج في قاعدة البيانات كسلسلة من عمليات توثيق التكتلات أو الكتل من قبل جميع الأطراف في جميع أنحاء العالم. وبالتالي، من المستحيل تزوير كتلة في السجل العام لـسلسلة الكتل دون موافقة جميع الأطراف المعنية والعمل على الإنترنت.